# 圣若瑟堂 (马德里)
圣若瑟堂 (西班牙语: Iglesia de San José)是西班牙马德里的一座罗马天主教教堂，位于市中心的阿尔卡拉街。
1995年，圣若瑟堂被列为西班牙文化财产。